# Pădureni (Popești), Iași
Pădureni este un sat în comuna Popești din județul Iași, Moldova, România.